# Ville Vahalahti
Ville Vahalahti (* 7. November 1977 in Parainen) ist ein finnischer Eishockeyspieler, der seit Mai 2013 bei Lukko Rauma in der SM-liiga unter Vertrag steht.

## Karriere
Ville Vahalahti begann seine Karriere als Eishockeyspieler in der Nachwuchsabteilung von TPS Turku. Bereits als Juniorenspieler kam er leihweise zwischen 1995 und 1997 zu sechs Einsätzen, bei denen er ein Tor erzielte, für Kiekko-67 in der I divisioona, der zweiten finnischen Spielklasse. In der Saison 1998/99 gab der Flügelspieler sein Debüt für die Profimannschaft von TPS in der SM-liiga und wurde in seinem Rookiejahr auf Anhieb Finnischer Meister mit seinem Team. Einen Großteil der Spielzeit verbrachte er als Leihspieler beim Zweitligisten TuTo Hockey, für den er in 21 Spielen 33 Scorerpunkte erzielte, davon 15 Tore. Aus diesem Grund wurde er als Rookie des Jahres der I divisioona ausgezeichnet. In den Spielzeiten 1999/2000 und 2000/01 gewann er erneut mit TPS den finnischen Meistertitel. In der Folgezeit war er einer der Führungsspieler bei TPS, kam mit seiner Mannschaft jedoch nicht über eine Vizemeisterschaft in der Saison 2003/04 hinaus. In der Saison 2006/07 wurde er zum Mannschaftskapitän von TPS ernannt und absolvierte mit 44 Scorerpunkten in insgesamt 56 SM-liiga-Einsätzen die punktbeste Spielzeit seiner Laufbahn. 
In der Saison 2007/08 lief Vahalahti für den Linköpings HC in der schwedischen Elitserien auf, mit dem er erst im Playoff-Finale am HV71 scheiterte. Anschließend kehrte er zu TPS Turku zurück, wo er in der Saison 2008/09 zunächst Assistenzkapitän und in der folgenden Spielzeit schließlich wieder Mannschaftskapitän wurde. Im zweiten Jahr nach seiner Rückkehr nach Turku wurde er mit seinem Stammverein zum insgesamt vierten Mal in seiner Karriere Finnischer Meister.  
Im Mai 2013 wechselte Vahalahti von TPS zu Lukko Rauma, nachdem er die Mannschaft von TPS vier Jahre lang als Mannschaftskapitän angeführt hatte.

### International
Für Finnland nahm Vahalahti an der Weltmeisterschaft 2009 teil. Zudem stand er 2003 und 2009 im Aufgebot seines Landes bei der Euro Hockey Tour.

## Erfolge und Auszeichnungen
| - 1999 Rookie des Jahres der I divisioona - 1999 Finnischer Meister mit TPS Turku - 2000 Finnischer Meister mit TPS Turku - 2001 Finnischer Meister mit TPS Turku - 2004 Finnischer Vizemeister mit TPS Turku | - 2008 Schwedischer Vizemeister mit dem Linköpings HC - 2010 Finnischer Meister mit TPS Turku - 2012 Raimo-Kilpiö-Trophäe der SM-liiga - 2014 Veli-Pekka-Ketola-Trophäe - 2014 Liiga All-Star Team |

## Karrierestatistik
(Legende zur Spielerstatistik: Sp oder GP = absolvierte Spiele; T oder G = erzielte Tore; V oder A = erzielte Assists; Pkt oder Pts = erzielte Scorerpunkte; SM oder PIM = erhaltene Strafminuten; +/− = Plus/Minus-Bilanz; PP = erzielte Überzahltore; SH = erzielte Unterzahltore; GW = erzielte Siegtore; 1 Play-downs/Relegation; Kursiv: Statistik nicht vollständig)